# Vöröshomlokú csicsörke
A vöröshomlokú csicsörke (Serinus pusillus)  a madarak osztályának verébalakúak (Passeriformes) rendjébe és a pintyfélék (Fringillidae) családjába tartozó faj.

## Rendszerezése
A fajt Peter Simon Pallas német zoológus írta le 1811-ben, a Passer nembe Passer pusillus néven.

## Előfordulása
Ázsiában, Afganisztán, Örményország, Azerbajdzsán, Kína, Grúzia, India, Irán, Kazahsztán, Kirgizisztán, Libanon, Nepál, Tádzsikisztán, Törökország, Türkmenisztán és Üzbegisztán területén honos. 
Természetes élőhelyei a mérsékelt övi erdők, füves puszták és cserjések. Állandó nem vonuló faj.

## Megjelenése
Testhossza 13 centiméter, testtömege 10-12 gramm.

## Életmódja
Főként vetőmagokkal, hajtásokkal, virágokkal és gyümölcsökkel táplálkozik, de kis számú rovart is fogyaszt.

## Szaporodása
|  |

## Természetvédelmi helyzete
Az elterjedési területe rendkívül nagy, egyedszáma pedig stabil. A Természetvédelmi Világszövetség Vörös listáján nem fenyegetett fajként szerepel.